# Lingua creek

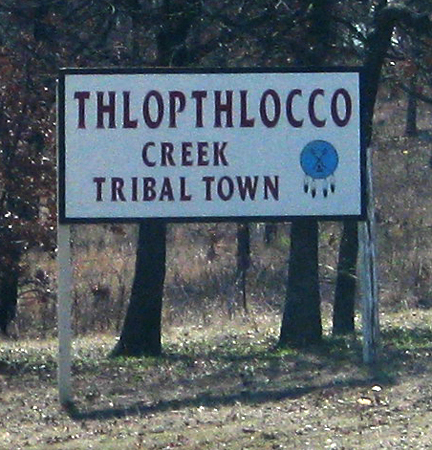
Pannello della città tribale di Thlopthlocco, Okemah (Oklahoma)

La lingua creek, nota anche come lingua muscogee o muskogee (endonimo mvskoke), è la lingua parlata dal popolo Muscogee o Creek e dai Seminole in Oklahoma, Florida ed (in misura minore) Alabama e Georgia.

## Classificazione
Il creek appartiene alla famiglia linguistica delle lingue muskogean, una famiglia formata da 6 lingue divise in due rami principali Occidentale ed Orientale. Il creek appartiene al ramo orientale.

## Scrittura
L'alfabeto creek fu adottato dalla tribù alla fine degli Anni 1800. Si compone di 20 lettere. Benché riprenda la grafia dell'Alfabeto latino, la pronuncia è particolare, principalmente per i segni c, e, i, r e v. 
1. a, (a).
2. c, (tʃ).
3. e, (ɨ).
4. ē, (i).
5. f, (f).
6. h, (ɨ).
7. i, (e).
8. k, (k).
9. l, (l).
10. m, (m).
11. n, (n).
12. o, (ʊ) ou (o).
13. p, (p).
14. r, (l).
15. s, (s).
16. t, (t).
17. u, (ʊ).
18. v, (ə).
19. w, (w).
20. y, (j).

I tre principali dittonghi mvskoke, si scrivono:
- ue, pronunciato oï.
- vo, pronunciato ô
- eu, pronunciato i.

Il creek non ha nessuna lettera muta.

### Ortografia non-standard
Certe parole creek hanno un tono ed una nasalizzazione delle vocali. Queste caratteristiche non si ritrovano nella loro ortografia, ma vengono indicate nei dizionari. I segni addizionali che seguono, sono quelli adottati dar Jack B. Martin e Pamela Innes:
- Il tono discendente in una sillaba è indicato da un accento circonflesso.
- La nasalizzazione di una vocale è indicata con una codetta messa sotto di essa,
- La sillaba chiave di una parola è spesso marcata con un segno diacritico. Indica l'ultima sillaba della parola che dev'essere pronunciata con un tono normale; le sillabe seguenti hanno tutte un tono meno elevato.

## Caratteristiche distintive della lingua

### Struttura della frase
La struttura generale della frase segue la tipologia "SOV". Il soggetto o l'oggetto può essere un nome o un nome seguito da uno o più aggettivi. Gli avverbi sono generalmente piazzati all'inizio della frase (avverbi di tempo) o immediatamente prima del verbo (per gli avverbi di maniera).

### Verbi
In creek, un semplice verbo può tradurre l'insieme di una frase in italiano.

### Fonologia
La fonologia del creek è la seguente ·  · :
|                    | Labiale | Alveolare | Palatale | Velare | Glottale |
| Occlusiva          | p       | t         |          | k      |          |
| Affricata          |         |           | ʧ        |        |          |
| Fricativa          | f       | s         |          |        | h        |
| Laterale fricativa |         | ɬ         |          |        |          |
| Nasale             | m       | n         |          |        |          |
| Laterale           |         | l         |          |        |          |
| Semi-vocale        | w       |           | j        |        |          |

/ʧ/ si pronuncia <si>, /ɬ/ si pronuncia <ah> e /j/ si pronuncia <uai>.
|             | Anteriore | Centrale | Posteriore |
| Chiusa      | i i:      |          |            |
| Semi-chiusa |           | o o:     |            |
| Aperta      |           |          | a a:       |